# Koszmar z ulicy Wiązów (seria)
Koszmar z ulicy Wiązów (ang. A Nightmare on Elm Street) – seria amerykańskich horrorów filmowych, klasycznych już slasherów, produkowanych w latach 1984–2010. Głównym bohaterem serii jest Freddy Krueger, demon z poparzoną twarzą. Filmy z serii są obecnie jednymi z najbardziej znanych i szanowanych horrorów, łączą bowiem „nowoczesny” wątek psychopaty z „klasycznym” motywem zemsty zza grobu. W Polsce filmy te ukazywały się także pod tytułem Nocne mary, Zmora z Elm Street, Zjawa z Ulicy Wiązów, Koszmar na Ulicy Wiązowej i Koszmar z Elm Street (nazwa serii książek).
Pierwszy film wyreżyserowany został przez Wesa Cravena w roku 1984. Reżyser bardzo długo szukał wytwórni, której spodobałby się scenariusz i wyłożyłaby pieniądze na jego realizację. W końcu zdecydowała się na to wytwórnia New Line Cinema, dla której okazało się to opłacalnym posunięciem – film dobrze się sprzedał (znajduje się na 20. miejscu amerykańskiego box-office’u roku 1984). Przy okazji był to pierwszy film wytwórni, która wcześniej zajmowała się wyłącznie dystrybucją. Po ogromnym sukcesie pierwszej części, powstało kilka sequeli, realizowanych do roku 1994. Za kamerą każdego filmu (oprócz części 1. i 7.) stawał inny człowiek, więc filmy znajdowały się na różnym poziomie – jedne podobały się widzom, inne nie.
Kruegerowy biznes nadal jednak przynosił zyski. Po nakręceniu 7. części sytuacja uległa zmianie, okazało się, że Freddy Krueger nie jest już dobrym produktem, więc wytwórnia zaprzestała produkowania kolejnych części. Sytuacja ponownie zmieniła się w roku 2003, gdy na ekrany kin wszedł obraz Freddy kontra Jason, w którym Freddy zmierzył się z Jasonem Voorheesem, bohaterem serii Piątek, trzynastego.
Łącznie wszystkie filmy z serii w samych tylko Stanach Zjednoczonych zarobiły 307 500 000 dolarów. Zyski powiększają wciąż wznawiane wydania DVD i video.
W roku 2010 na ekranach światowych kin pojawił się remake pierwszego filmu z serii, mający wskrzesić sagę. Został on jednak negatywnie odebrany przez krytyków. Horror wyprodukował Michael Bay.

## Filmy z serii
- Koszmar z ulicy Wiązów (A Nightmare on Elm Street, 1984), reż. Wes Craven – 1551. miejsce na liście przebojów wszech czasów;
- Koszmar z ulicy Wiązów II: Zemsta Freddy’ego (A Nightmare on Elm Street Part 2: Freddy's Revenge, 1985), reż. Jack Sholder – 1377. miejsce na liście przebojów wszech czasów;
- Koszmar z ulicy Wiązów III: Wojownicy snów (A Nightmare on Elm Street 3: The Dream Warriors, 1987), reż. Chuck Russell – 903. miejsce na liście przebojów wszech czasów;
- Koszmar z ulicy Wiązów IV: Władca snów (A Nightmare on Elm Street 4: The Dream Master, 1988), reż. Renny Harlin – 815. miejsce na liście przebojów wszech czasów;
- Koszmar z ulicy Wiązów V: Dziecko snów (A Nightmare on Elm Street: The Dream Child, 1989), reż. Stephen Hopkins – 1712. miejsce na liście przebojów wszech czasów;
- Freddy nie żyje: Koniec koszmaru (Freddy's Dead: Final Nightmare, 1991), reż. Rachel Talalay – 1188. miejsce na liście przebojów wszech czasów;
- Nowy koszmar Wesa Cravena (New Nightmare, 1994), reż. Wes Craven – 1982. miejsce na liście przebojów wszech czasów;
- Freddy kontra Jason (Freddy vs. Jason, 2003), reż. Ronny Yu – 395. miejsce na liście przebojów wszech czasów;
- Koszmar z ulicy Wiązów (2010), reż. Samuel Bayer

## Serial telewizyjny
- Koszmary Freddy’ego (Freddy's Nightmares, 1988-1990)

## Książki
- Koszmar z Elm Street 1 (A Nightmare on Elm Street, 1987, Jeffrey Cooper) – wyd. pol. Phantom Press, 1991
- Koszmar z Elm Street 2. Zemsta Freddy'ego (A Nightmare on Elm Street: Part 2, 1987, Jeffrey Cooper) – wyd. pol. Phantom Press, 1991
- Koszmar z Elm Street 3. Wojownicy snów (A Nightmare on Elm Street: Part 3. The Dream Warriors , 1987, Jeffrey Cooper) – wyd. pol. Phantom Press, 1991
- Koszmar z Elm Street 4. Mistrz snów (A Nightmare on Elm Street: Part 4. The Dream Master, 1989, Joseph Locke) – wyd. pol. Phantom Press, 1992
- Koszmar z Elm Street 5. Dziecko snów (A Nightmare on Elm Street: Part 5. The Dream Child, 1989, Joseph Locke) – wyd. pol. Phantom Press, 1992
- Koszmar z Elm Street 6. Śnijmy dalej (Close My Eyes and I'll Kiss You: Not Just a Job , 1991, Wayne Allen Sallee i Nancy A. Collins ) – wyd. pol. Phantom Press, 1992